# Zrcadlo (schodiště)

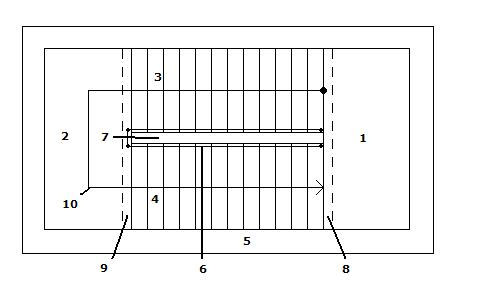
Schéma dvouramenného schodiště: nástupní rameno je označeno číslem 3, výstupní rameno číslem 4 a mezi nimi je zrcadlo, které má číslo 7.

Schodišťové zrcadlo  nebo zrcadlo schodiště je prostor mezi schodišťovými rameny, které od sebe nedělí zeď. Pokud je zeď použita, označuje se jako vřetenová zeď nebo vřeteno. Zrcadlo nevznikne, ani když jsou ramena těsně u sebe.